# Banga Banga
«Banga! Banga!» — пісня американського співака Остіна Махона. В пісні також звучить вокал Шона Гарретта, який, окрім того, є співавтором пісні, разом з Махоном і Менардіні Тімоті і співпродюсером, разом з Bridgetown. Сингл вийшов 10 листопада 2013 року.

## Композиція
В інтерв'ю журналу Rolling Stone Махон сказав про пісню наступне: «Цей сингл дещо зріліший. За декілька місяців мені виповниться 18, тому я просто намагаюся зробити музику більш зрілою.» 3 листопада 2013 року він опублікував у твіттері обклідинку сингу. Пісня була названа журналом Rolling Stone, як поп-репом.

## Музичне відео
6 листопада 2013 року, Махон повідомив, що офіційний музичний кліп на трек повинен був бути виданий наступного тижня. Прем'єра музичного відео відбулася на офіційному каналі Махон на VEVO 11 грудня 2013 року. Режисер кпіпу став Гіл Ґрін.

## Живі виступи
Махон наживо презентував пісню на церемонії нагородження Nickelodeon HALO Awards 17 листопада 2013 року.

## Трек-лист
- Цифрове завантаження[13]

1. «Banga! Banga!» – 3:15

## Автори
- Вокал — Остін Махон
- Автори пісні — Остін Махон, Шон Гарретт, Менардіні Тімоті
- Зведення — Джошуа Самуель
- Продюсер — Шон Гарретт, Bridgetown
- Лейбли — Chase Records, Cash Money Records, Republic Records

## Історія випуску
| Регіон                | Дата              | Формат               | Лейбл                     |
| --------------------- | ----------------- | -------------------- | ------------------------- |
| Сполучені Штати       | 10 листопада 2013 | Цифрове завантаження | Chase, Cash Money Records |
| Німеччина             | 15 листопада 2013 | Цифрове завантаження | Chase, Cash Money Records |
| Об'єднане Королівство | 15 листопада 2013 | Цифрове завантаження | Chase, Cash Money Records |